# Оберурзел (Таунус)
Оберурзел (њем. Oberursel) град је у њемачкој савезној држави Хесен. Једно је од 13 општинских средишта округа Хохтаунус. Према процјени из 2010. у граду је живјело 43.309 становника. Посједује регионалну шифру (AGS) 6434008.

## Географски и демографски подаци
Оберурзел се налази у савезној држави Хесен у округу Хохтаунус. Град се налази на надморској висини од 197 метара. Површина општине износи 45,4 km². У самом граду је, према процјени из 2010. године, живјело 43.309 становника. Просјечна густина становништва износи 955 становника/km².

## Међународна сарадња
| Мјесто           | Држава               | Врста сарадње | Од    |
| ---------------- | -------------------- | ------------- | ----- |
| Ломоносов        | Русија               | партнерство   | 2003. |
| Вестер Когенланд | Холандија            | партнерство   | 1971. |
| Рашмур           | Уједињено Краљевство | партнерство   | 1989. |
| Епине сир Сен    | Француска            | партнерство   | 1964. |
| Извор            |                      |               |       |